# James Welch
James Welch (* 18. November 1940 in Browning, Montana; † 4. August 2003 in Missoula, Montana) war ein indianisch-amerikanischer Schriftsteller.

## Leben
Der Vater von James Welch gehörte dem Stamm der Blackfoot an, seine Mutter dem der Gros-Ventre-Indianer. Welch wuchs in der Blackfoot- und der Fort-Belknap-Reservation auf. Er studierte an der University of Minnesota und an der University of Montana – Missoula bei Richard Hugo. Er schloss sein Studium 1964 mit dem Bachelor ab und setzte es danach noch im Masters-Programm der University of Montana fort.

## Werk
In seinen Gedichten und Romanen thematisiert Welch die Konflikte mit der amerikanischen Gegenwartskultur und die Versuche, indianische Identität durch Verankerung in der Stammes- und Familiengeschichte zurückzugewinnen.
Gedichte (Auswahl)
- Riding the Earthboy 40 (1971)

Romane (Auswahl)
- Winter in the blood (1974, dt.: Winter im Blut)
- The death of Jim Loney (1979)
- Fools Crow (1986)
- The indian lawyer (1990)